# 密齒耳盾鯰
密齒耳盾鯰，為輻鰭魚綱鯰形目甲鯰科的其中一種，為熱帶淡水魚，分布於南美洲巴西Verde河流域，體長可達3.7公分，棲息在植被生長的溪流底層水域，生活習性不明。

## 扩展阅读
維基物種上的相關：密齒耳盾鯰